# محمود أباد (مشيز بردسير)
محمود أباد (بالفارسية: محمودآباد، بردسیر) هي مستوطنة تقع في إيران في البلدة المركزية. يقدر عدد سكانها بـ 146 نسمة .